# Blue Water Arena

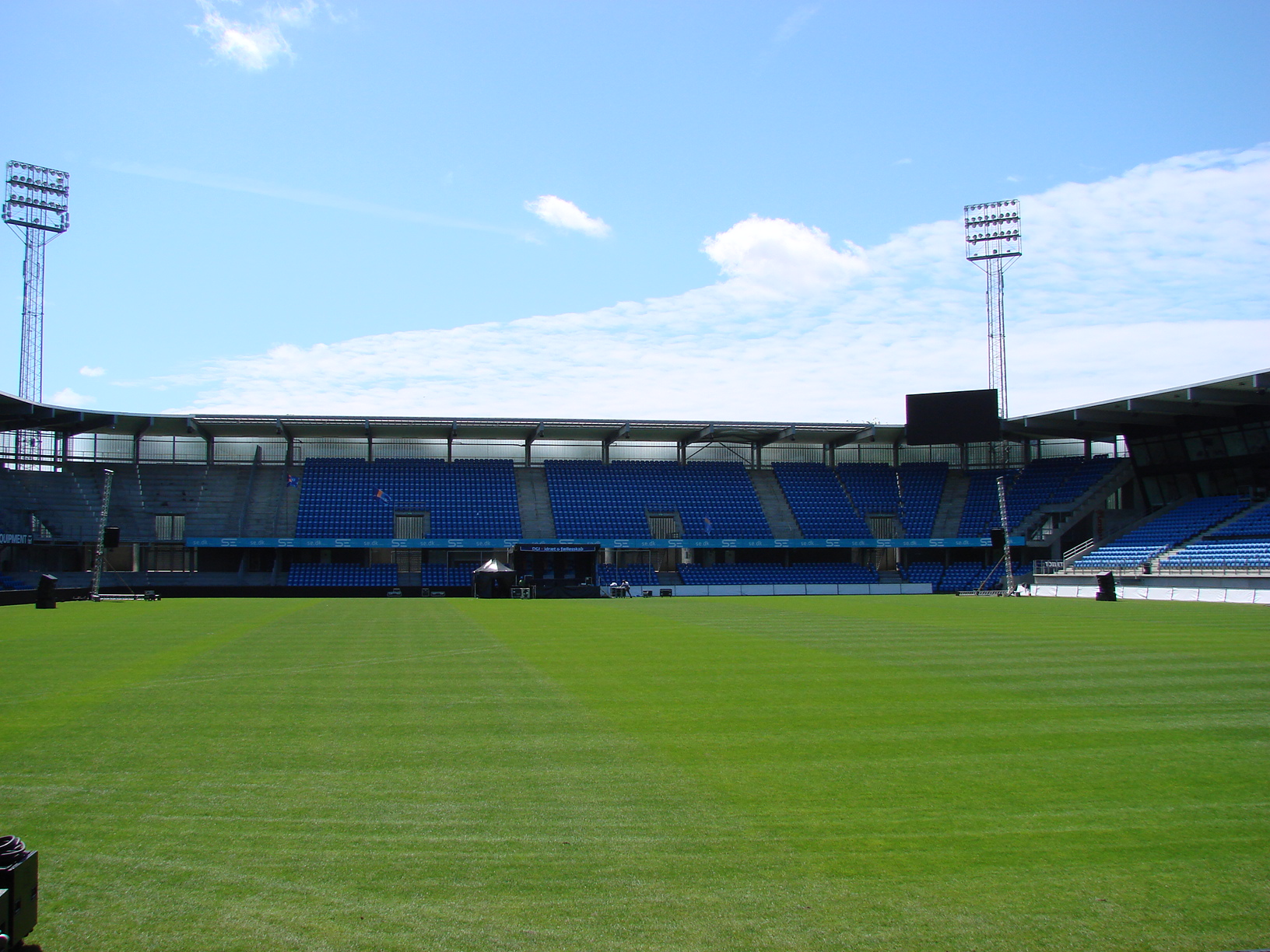
Der Rasen im Stadion

Die Blue Water Arena ist ein Fußballstadion in Esbjerg, Dänemark mit 16.968 Plätzen (davon 10.786 Sitzplätze). Es ist die Heimat des Fußballvereins Esbjerg fB und ist Teil des Sport & Event Park Esbjerg.

## Geschichte
Das 1955 eröffnete Stadion war 1999 ein Austragungsort der Europäischen Olympischen Sommer-Jugendtage 1999. Für diesen Anlass wurde das Stadion erstmals renoviert. Im Jahr 2004 wurde in der Spielstätte eine neue Gegentribüne mit Sitzplätzen errichtet. Von März 2008 bis August 2009 lief der komplette Umbau der Sportstätte. Alle Tribünen sind doppelstöckig und sind bis auf wenige Plätze überdacht. Es wurden 5.500 Tonnen Beton und 640 Tonnen Stahl im Stadion verbaut. Die Glasfassade hat eine Fläche von 3.760 Quadratmeter. Die zwei großen Videoleinwände haben je 43 Quadratmeter Fläche und wiegen 4.800 kg. Im Stadion gibt es einen zentralen Biertank mit 6.000 Liter Fassungsvermögen, der über etwa einen Kilometer Rohrleitungen Bier an 20 Zapfanlagen liefert. Die Umbaukosten von 105 Mio. DKK (rund 14 Mio. Euro) teilen sich die Esbjerg Kommune mit 72,2 Mio. DKK und der Fußballverein Esbjerg fB mit 32,8 Mio. DKK.
Bis 2007 hatte die Blue Water Arena den Namen Esbjerg Idrætspark oder Esbjerg Stadion. Seit 2007 ist die Blue Water Group; ein Zusammenschluss von Firmen aus dem Transport- und Logistikbereich, der Namenssponsor des Fußballstadions in Esbjerg.

## Sport & Event Park Esbjerg
Neben der Blue Water Arena gehören u. a. folgende Sport- und Veranstaltungsstätten zum Sport & Event Park Esbjerg.
- Stadionhalle: Baujahr 1968, 2.000 Plätze (davon 800 Sitzplätze) wird z. B. für Handball oder auch für Messe, Ausstellungen und Shows. genutzt.
- Svømmestadion Danmark[4]: Baujahr 1996, Dänemarks größtes Erlebnisbad mit 50-m-Olympiabecken und 400 Plätzen. Hinzu kommt ein Bereich mit Römischen Bad, Wellenbad, Saunen und Solarien.
- Eishockeyhalle: Baujahr 1976, 4.200 Plätze (davon 1.000 Sitzplätze) in der die Eishockeyabteilung des Esbjerg fB spielt.
- Trainingshalle Eishockey: Baujahr 1996, 800 Plätze
- Curlinghalle: Baujahr 2004 mit vier Spielbahnen
- Leichtathletikstadion: Umbau 1994 mit achtspuriger Bahn erfüllt es die internationalen Standards, 8.000 Plätze (800 Sitzplätze)
- Tennisanlage: Die acht Sandplätze im Freien liegen hinter der Haupttribüne der Blue Water Arena. Dazu gibt es in einer Halle noch zwei Hartplätze.
- Badmintonhalle: Zur European Youth Olympic Festival 1999 gebaut und besitzt sechs Spielfelder und 371 Sitzplätze.
- Fußballfelder: Sieben Naturrasenfelder und ein Kunstrasenplatz
- Cricketfeld mit 1.000 Plätzen